# Józefów (Florentynów)
Józefów – część wsi Florentynów w Polsce, województwie łódzkim, w powiecie pabianickim, w gminie Lutomiersk. Północno-wschodnia część Józefowa należy od 1975 roku do Konstantynowa Łódzkiego.
Miejscowość położona jest na Wysoczyźnie Łaskiej.

## Historia
Dawniej samodzielna miejscowość (kolonia), od 1867 w gminie Lutomiersk. W okresie międzywojennym należał do powiatu łaskiego w woj. łódzkim. 2 października 1933 utworzono gromadę Józefów w granicach gminy Lutomiersk, składającą się z samego Józefowa.
Podczas II wojny światowej włączony do III Rzeszy. Po wojnie Józefów powrócił do powiatu łaskiego woj. łódzkim jako jedna z 14 gromad gminy Lutomiersk. W związku z reorganizacją administracji wiejskiej jesienią 1954, Józefów wszedł w skład nowej gromady Porszewice, a po jej zniesieniu 1 stycznia 1959 – do gromady Lutomiersk w powiecie łódzkim. W 1971 roku ludność Józefowa (z Florentynowem) wynosiła 291.
Od 1 stycznia 1973 reaktywowanej w gminie Lutomiersk (jako część sołectwa Florentynów) w powiecie łódzkim.
29 kwietnia 1975 północno-wschodnią część wsi Józefów (132 ha) włączono do Konstantynowa Łódzkiego. Pozostała część Józefowa stała się częścią Florentynowa. W latach 1975–1998 miejscowość należała administracyjnie do województwa sieradzkiego.